# Antoni Zawistowski
Antoni Zawistowski (ur. 10 listopada 1882 w Święcku-Strumianach, zm. 4 czerwca 1942 w Dachau) – polski duchowny rzymskokatolicki, męczennik chrześcijański, spowiednik, kaznodzieja i błogosławiony Kościoła katolickiego.

## Życiorys
Prorektor (1918–1929) i wykładowca teologii Metropolitalnego Seminarium Duchownego w Lublinie.
Został aresztowany przez władze okupacyjne w listopadzie 1939, był więziony w niemieckim obozie koncentracyjnym Sachsenhausen a następnie Dachau. 
Zmarł na drugi dzień po pobiciu przez blokowego. Został pobity, gdyż chory pozostał w bloku mimo porannego apelu.  
Współwięźniowie zapamiętali jego słowa: „Jesteśmy tu za wiarę, Kościół i Ojczyznę; za tę sprawę świadomie oddajemy życie”.
Beatyfikował go papież Jan Paweł II w 1999 w gronie 108 polskich męczenników II wojny światowej.
Jego wspomnienie liturgiczne obchodzone jest w dzienną pamiątkę śmierci i w grupie błogosławionych 12 czerwca.